# هانس فون أويلر شلبين
هانس فون أولر شلبين (Hans Karl August Simon von Euler-Chelpin) هو عالم كيمياء حيوية ولد في 15 فيفري 1873 ولد في ألمانيا وتوفي في 6 نوفمبر 1964 في ستكهولم.
درس الكيمياء العامة واللاعضوية في جامعة ستكهولم بين 1906 و 1941 كما شغل منصب مدير معهد الأبحاث في الكيمياء الاعضوية من 1938 إلى 1948.
تقاسم جائزة نوبل في الكيمياء مع أرثور هاردن لأبحاثهما حول تخمر السكر وإنزيم التخمر.

## روابط خارجية
- هانس فون أويلر شلبين على موقع الموسوعة البريطانية (الإنجليزية)
- هانس فون أويلر شلبين على موقع مونزينجر (الألمانية)
- هانس فون أويلر شلبين على موقع إن إن دي بي (الإنجليزية)